# Ordu

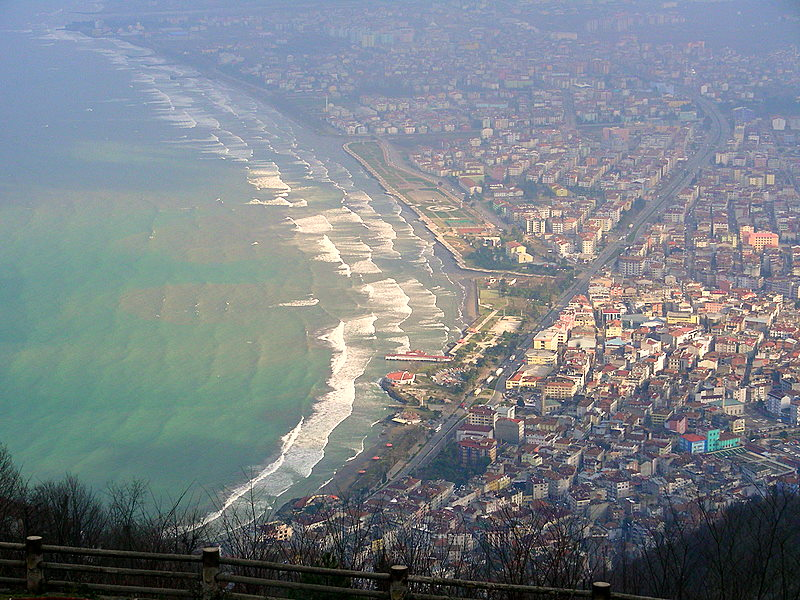
Ordu

Ordu és una ciutat portuària de Turquia situada a la costa de la mar Negra, i la capital de la província d'Ordu. La seva població estimada l'any 2010 era de 141.341 persones.

## Història

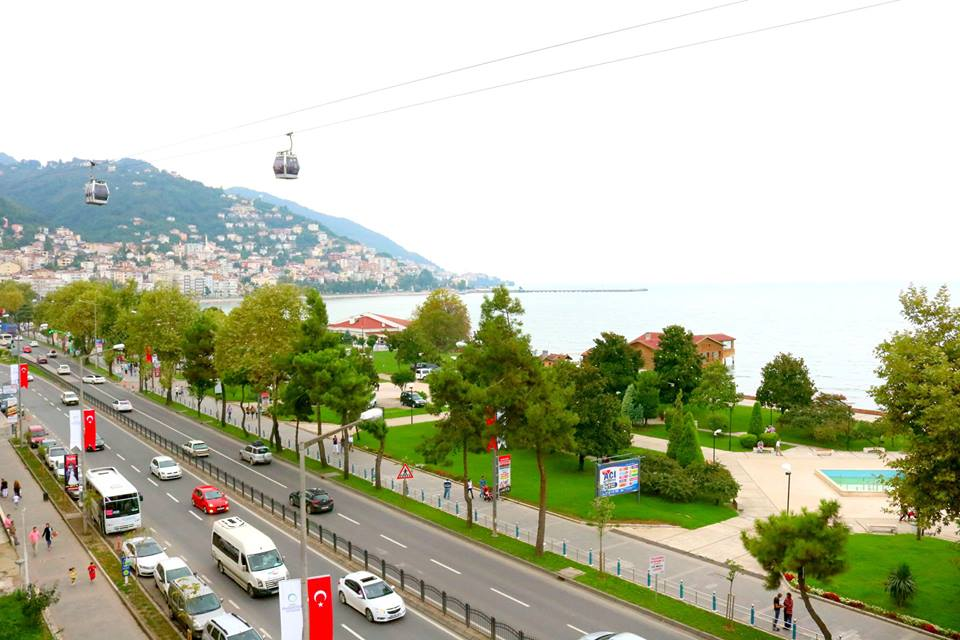
Ordu

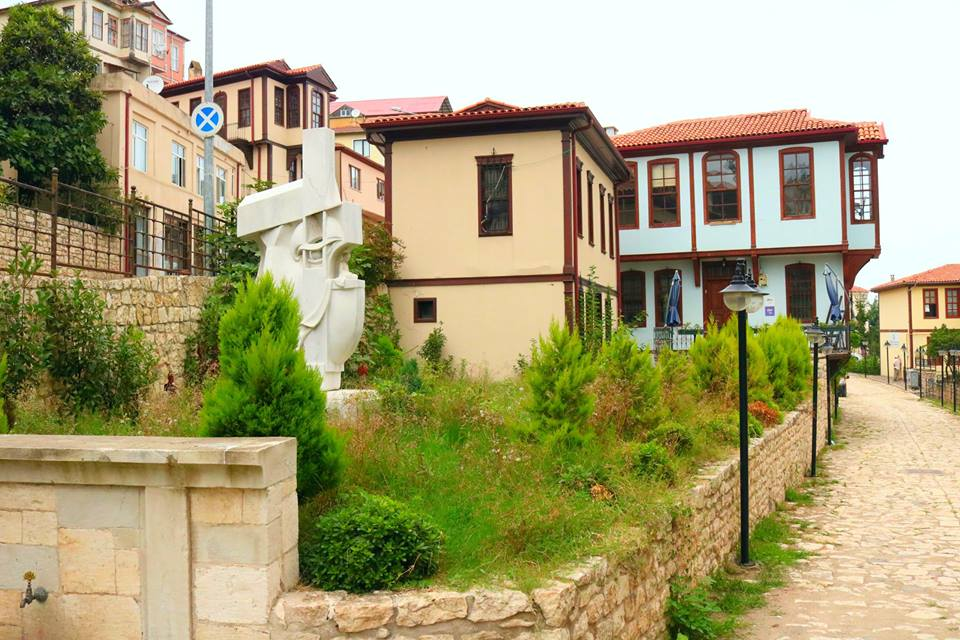
Ordu

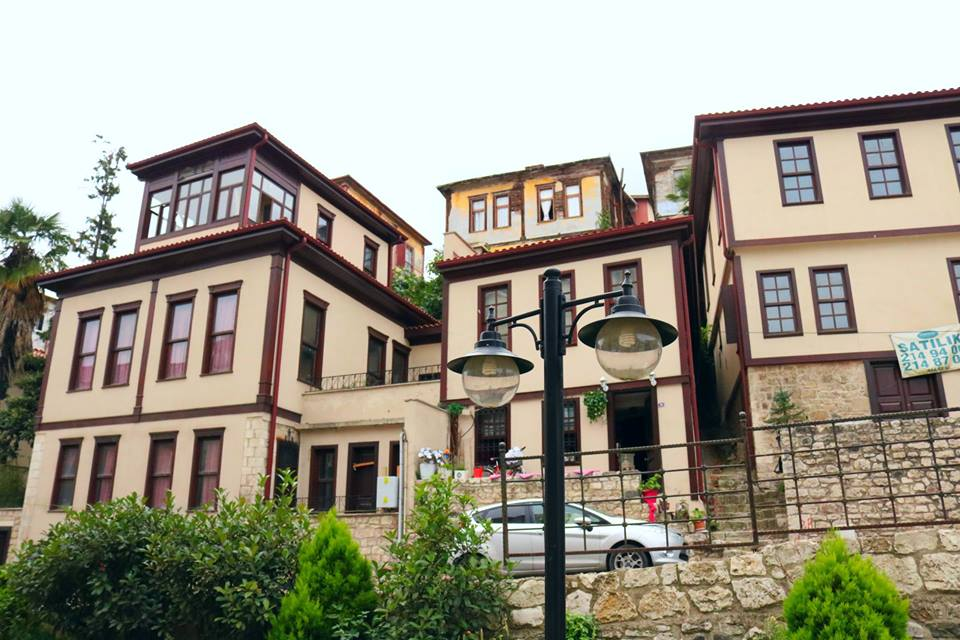
Ordu

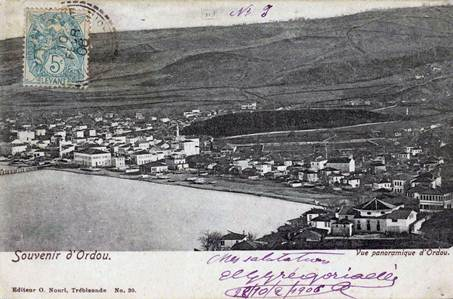
Ordu en temps otomans.

La ciutat moderna està a prop de Cotiora, una antiga colònia grega a la costa de l'Euxí (mar Negra) entre Sinope i Trebisonda), fundada per Sinope a l'entorn del 500 aC la país dels tibarens.
Hi van passar els mercenaris grecs coneguts com l'Expedició dels deu mil, el 400 aC, i van enviar ambaixadors a Sinope per demanar vaixells per anar fins Heraclea Pòntica, més a l'oest (Xenofont a l'Anàbasi, llibre 5), pressionant amb un suposat suport del rei de Paflagònia Coriles (Corylas).